# Stenopaschia erythralis
Stenopaschia erythralis är en fjärilsart som beskrevs av George Francis Hampson 1906. Stenopaschia erythralis ingår i släktet Stenopaschia och familjen mott. Inga underarter finns listade i Catalogue of Life.